# 博瑙
博瑙（西班牙語：Bonao）是中美洲國家多明尼加共和國的城市，也是诺埃尔主教省的首府，位於該國中部，始建於1495年，距離首都聖多明哥85公里，面積664平方公里，海拔高度173米，2012年人口158,034。
18°57′0″N 70°24′36″W / 18.95000°N 70.41000°W